# Esbensengården på Bakken
Esbensengården på Bakken är en byggnad i Vadsø i Finnmark fylke i Norge.
Esbensengården på Bakken byggdes 1830 i Mortensnes väster om Vadsø av köpmannafamiljen Nordvi. Andreas Esbensen köpte fastigheten 1877 och flyttade byggnaden till Vadsø 1897. Husgrunden i Mortensnes finns kvar och ingår i Mortensnes kulturminnesområde.
Huset ligger omedelbart utanför stadens centrum. Det är uppfört i schweizerstil. Huvudfasaden vetter åt söder, medan huvudingången ligger på den östra kortsidan, mot staden. Runt huset finns en trädgård omgärdad av ett trästaket.
Esbensengården är byggd i sibirisk lärk. Byggnaden var ursprungligen på en och en halv våning och utförd i empirstil, med en centralt placerad ingång på ena långsidan. I samband med flytten till Vadsø byggdes det om enligt dåtidens mode till schweizerstil och byggdes på uppåt. Taket är belagt med skiffer. På baksidan finns ett annex från 1900-talet. 
Esbensengården på Bakken blev kulturminnesmärkt av Riksantikvaren 2003.